# Przemysław Czarnek
Przemysław Czarnek, né le 11 juin 1977 à Koło, est un homme politique polonais, ministre de l'Éducation et de la Science du le 19 octobre 2020 au 27 novembre 2023.
Il est auparavant voïvode de la Voïvodie de Lublin de 2015 à 2019, puis député de la IXe législature à la Diète de Pologne en tant que membre de Droit et justice. Czarnek est connu pour son opposition aux droits LGBT,, aux droits des femmes et aux droits des enfants. Il dépose une plainte pénale en opposition à la reconnaissance des victimes ukrainiennes de l'Armia Krajowa lors du massacre de Sahryń (pl),,.

## Enfance, formation et vie privée
Czarnek grandit à Goszczanów, dans le comté de Sieradz, dans la voïvodie de Łódź, au centre de la Pologne. Sa mère est infirmière et son père chauffeur de camion. Il déménage à Lublin pour vivre avec un oncle à l'âge de 15 ans. 
Czarnek est diplômé de l'Université catholique Jean-Paul II de Lublin (KUL) en 2001 en droit, obtient son doctorat en droit constitutionnel de la KUL en 2006 et son habilitation à la KUL en 2015.
Marié, il est père de deux enfants.

## Carrière académique
Czarnek est nommé professeur d'université à la KUL le 1er octobre 2019. Selon une analyse d'OKO.press, à l'époque, les publications de Czarnek ne sont pas citées dans Scopus, seules trois citations de sa thèse d'habilitation se trouvent dans Google Scholar et la plupart de ses écrits se trouvent dans des publications de faible qualité liées à l'Église catholique.
Czarnek reçoit une médaille pour services rendus à l'Université Marie Curie-Skłodowska (UMCS) le 28 octobre 2019. Au cours de la cérémonie de remise des prix, la militante Anna Dąbrowska brandit une banderole avec écrit dessus « Une médaille pour le haineux - la honte ». Tomasz Kitliński, membre du personnel de l'UMCS, déclare que la décision d'attribuer la médaille n'a pas été concertée par le personnel de l'université et qu'elle est une surprise, et qu'elle a lieu dans un contexte de déclin de la démocratie au sein de l'université. Kitliński déclare également dans un message en ligne : « Le gouverneur de la région de Lublin est fier d'offenser les Ukrainiens, les musulmans, la communauté LGBT et les femmes, pour lesquelles il ne voit aucun autre rôle social que la reproduction des enfants. » Czarnek poursuit Kitliński pour diffamation d'un fonctionnaire. Les professionnels de l'art lancent une pétition en ligne pour soutenir Kitliński.

## Carrière politique

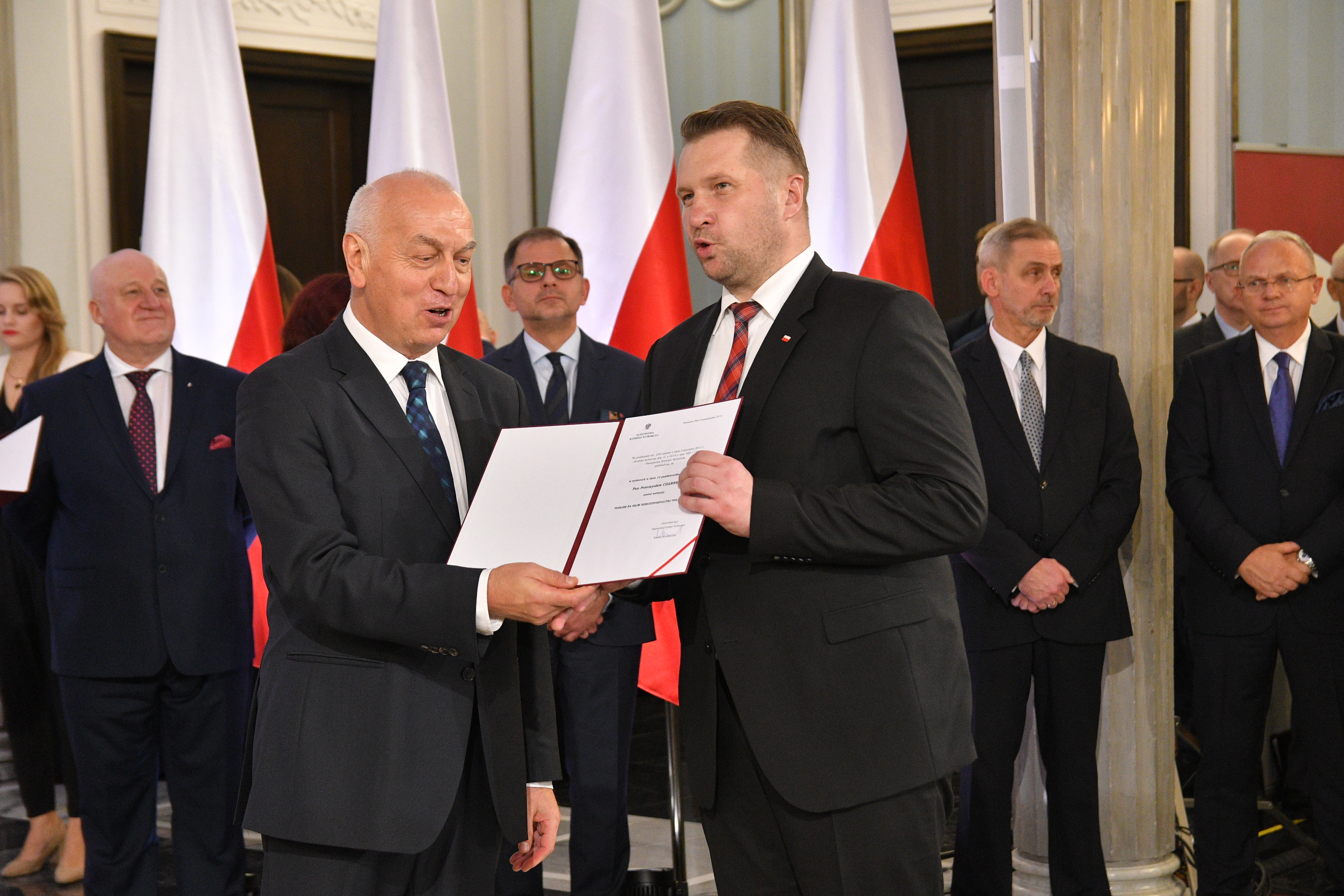
Czarnek reçoit un certificat d'élection pour la IXe législature au parlement polonais.

Czarnek est nommé voïvode de la voïvodie de Lublin le 8 décembre 2015. Il est élu député lors des élections parlementaires polonaises de 2019, démissionnant de son poste de voïvode, qu'il quitte le 11 novembre 2019.  Selon Alfred Wierzbicki, professeur de théologie de l'Université catholique de Lublin, la politique de Czarnek vient « de l'extrême droite du Camp radical national. »

### Ministre de l'Éducation et de la Science
Début octobre 2020, Czarnek est annoncé comme le nouveau ministre probable de l'Éducation et de la Science (auparavant divisé entre le ministère de la Science et de l'Enseignement supérieur, MNISW, et le ministère de l'Éducation nationale, MEN), peu de temps avant d'être testé positif au SARS-CoV-2, infection qui retarde sa nomination,,. Czarnek est officiellement nommé ministre de la Science et de l'Éducation le 19 octobre 2020. 
Voulant réformer l'éducation en profondeur, Czarnek entend lutter contre la « théorie du genre », la « pédagogie de la honte » et les « idéologies gauchistes ». 
Il renvoie la directrice des programmes scolaires et annule la réforme du précédent ministre de l'Enseignement supérieur, Jaroslaw Gowin, plus modéré. Le 9 décembre 2020, il fait adopter une charte de la liberté académique, donnant vraisemblablement plus de marge aux universitaires enseignant des thèses extrémistes ou négationnistes. 
Les directeurs de 79 universités polonaises publient une déclaration commune critiquant les réformes proposées par Czarnek, affirmant qu'elles enfreignent l'autonomie des universités et font obstacle à la liberté académique, tout en permettant l'enseignement d'opinions pseudo-scientifiques dans les universités.
Le 4 janvier 2022, il lui est attribué, à la suite d'un vote sur les réseaux sociaux, le prix de « cruche de l'année » par le magazine satirique Nie (pl).
Il est à l'origine d'une réforme controversée du système éducatif, adoptée en 2022, qui centralise le système éducatif et supprime l’instruction civique au profit de cours d’histoire contemporaine conformes à la vision idéologique du parti Droit et justice (PiS). Ainsi, d'après la journaliste Malgorzata Kulbaczewska, les nouveaux programmes remettent en cause l'existence du réchauffement climatique, laissent entendre que l’accident de l'avion présidentiel polonais en 2010 est le fruit d’une attaque et établissent l'équivalence entre communisme et nazisme.

## Positions sur les droits de l'homme

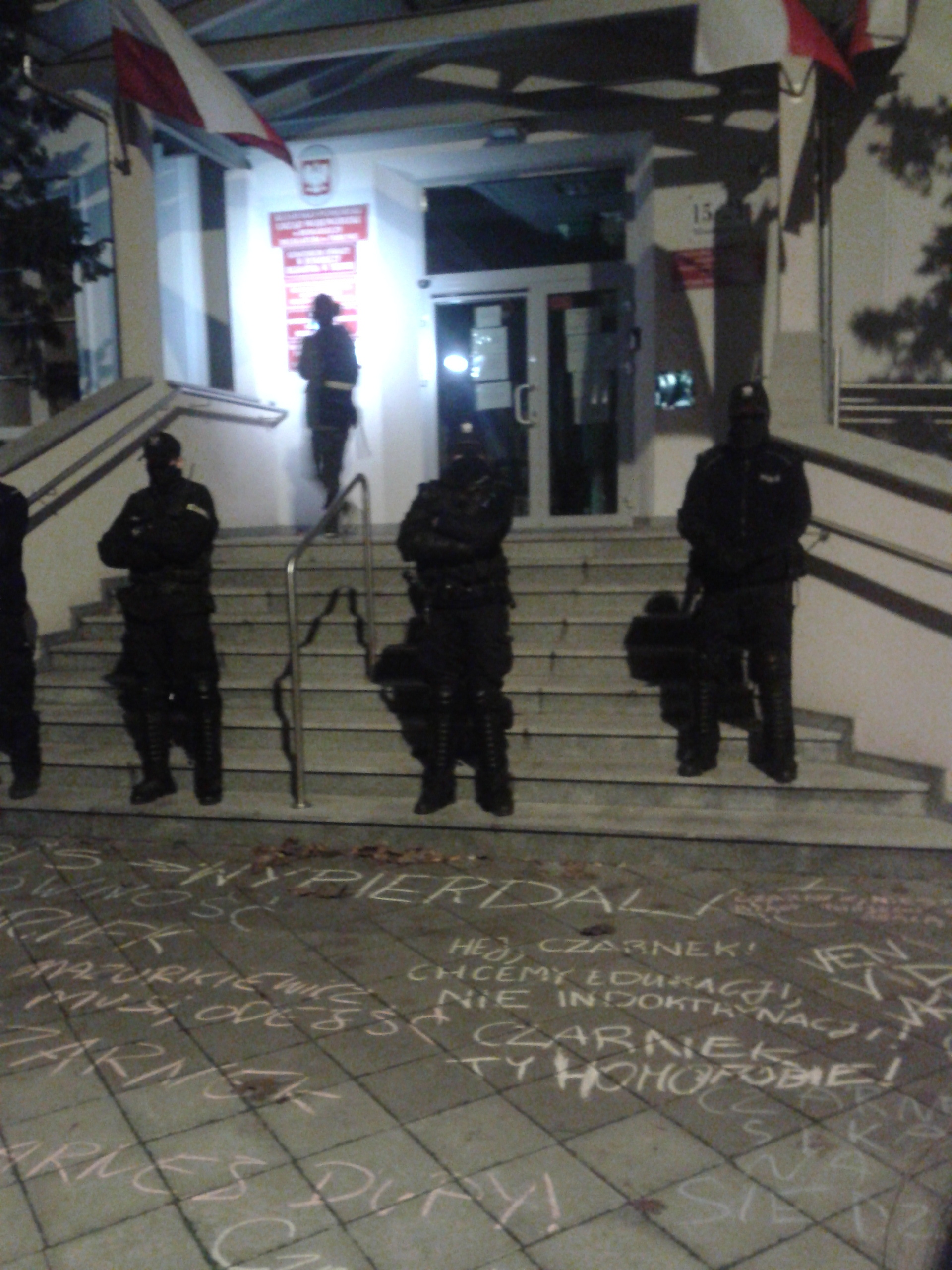
Dans le cadre des manifestations polonaises de 2020, une manifestation a lieu contre le ministre Czarnek devant un Bureau de l'Éducation local, à Toruń. Des slogans à la craie attaquent Czarnek, accusé d'homophobie, et son parti.

Czarnek fait plusieurs déclarations publiques concernant les droits de l'homme. Avant la marche pour l'égalité de 2018 à Lublin en faveur des droits LGBT et des autres minorités, notamment les handicapés, les réfugiés, les minorités ethniques et les minorités religieuses, Czarnek la décrit comme promouvant « la perversion, la déviance et la dénaturation » et demande qu'elle soit interdite par les autorités. 

### Droits LGBT
Czarnek est connu pour ses déclarations homophobes répétées.  Il qualifie la marche pour l'égalité de 2018 à Lubin de « promotion de la pédophilie » et déclare qu'elle devrait être interdite. L'ombudsman polonais Adam Bodnar déclare que cela peut être considéré comme discours de haine contre les participants à la marche. Bartosz Staszewski, l'un des organisateurs de la marche, poursuit Czarnek en justice, exigeant qu'il présente des excuses publiques. Le tribunal décide qu'il doit s'excuser, mais il répète par la suite la déclaration.
Au cours de la campagne pour l'élection présidentielle polonaise de 2020, Czarnek déclare dans une émission télévisée en direct que « [nous] devrions cesser d'écouter ces absurdités concernant les droits de l'homme ou toute égalité. Ces personnes [LGBT] ne sont pas égales aux personnes normales. » Selon The Guardian, il s'agit de « la sortie la plus homophobe à ce jour » de la part d'un membre du parti au pouvoir.
Le 3 août 2020, Czarnek déclare qu'il est certain que « l'idéologie LGBT a été dérivée du néomarxisme et est provenue des mêmes racines que le national-socialisme hitlérien allemand. »

### Droits des femmes
Czarnek déclare à propos des droits des femmes que « La carrière d'abord, peut-être plus tard un enfant, conduit à des conséquences tragiques. Si le premier enfant n'est pas né [lorsque la mère est âgée] de 20 à 25 ans, seulement à l'âge de 30 ans, combien d'enfants [la mère] peut-elle porter ? Telles sont les conséquences de dire à une femme qu'elle n'a pas à faire ce qu'elle était destinée à faire par le Seigneur Dieu. »

### Droits des enfants
L'un des thèmes de recherche de Czarnek est que la violence contre les enfants est autorisée par la constitution polonaise, car la violence est selon lui une méthode pour élever les enfants. 

### Liberté artistique
En ce qui concerne la liberté artistique, Czarnek écrit dans une publication qu'« [i]l y a également un manque de justification pour privilégier la liberté artistique et la liberté d'expression au détriment de la liberté religieuse et du droit associé à la protection du sentiment religieux. »

### Victimes ukrainiennes de crimes de guerre commis par des Polonais
En juillet 2018, une commémoration du massacre de Sahryń (pl), au cours duquel des centaines de civils ukrainiens ont été tués par l'Armia Krajowa le 10 mars 1944, a lieu. Czarnek décrit la commémoration comme une « grande provocation,. » Il informe officiellement la police que la commémoration est, selon lui, un crime commis par le président de l'Association des Ukrainiens de Lublin en vertu de la loi sur l'Institut du souvenir national. 

### Victimes juives de crimes de guerre commis par des Polonais
En 2019, Czarnek s'oppose à un mémorial de l'artiste polonaise Dorota Nieznalska qui commémore les Juifs tués par les Polonais pendant et après l'Holocauste. Il qualifie le mémorial comme étant un « scandale » et « anti-polonais », et déclare qu'il devrait être supprimé,. Tomasz Kitliński, qui a commandé le mémorial, refuse de s'exécuter.